# Backstube Siebrecht
Die Backstube Siebrecht GmbH & Co. oHG (auch Unternehmensgruppe Siebrecht) war ein Konzern von Bäckereiketten, die Backwaren aus eigener Herstellung vertrieb. 2009 beschäftigte das Unternehmen 1.320 Mitarbeiter und erwirtschaftete einen konsolidierten Umsatz von rund 56 Mio. Euro. Die Konzernunternehmen traten unter den Markennamen Backstube Siebrecht und Garde – der gute Bäcker auf. Sie galt als siebtgrößte deutsche Bäckereikette. Im Mai 2013 musste die Gruppe Insolvenz anmelden.

## Geschäft und Niederlassungen
Die Zentralverwaltung der Unternehmensgruppe befand sich im nordrhein-westfälischen Brakel. Geschäftsführer war im Jahr 2009 Karsten Jarick. 2009 veräußerte Siebrecht 65 % der Geschäftsanteile an der Achimer Stadtbäckerei, die dadurch nicht mehr in der Konzernkonsolidierung einbezogen wird. Damit ist auch der Umsatzrückgang von knapp 82 Mio. im Vorjahr auf rund 56 Mio. Euro zu erklären.
Am 2. Mai 2013 wurde für die Standorte Brakel und Erfurt Insolvenz angemeldet und mit der schwierigen Situation im Backhandwerk begründet. Ebenfalls noch im Mai 2013 wurde auch für den Standort Achim Insolvenz angemeldet.

### Niederlassung in Brakel
Die Backstube Siebrecht entstand aus einem 1964 gegründeten Lebensmittelladen in Brakel und entwickelte sich zu einer Bäckereikette. Von 1994 bis 1996 wurde in Brakel eine zentrale Produktionsstätte mit rund 12.000 Quadratmetern Nutzfläche gebaut, von der aus gegenwärtig mehr als 100 Filialen als Backstube Siebrecht in Ostwestfalen sowie im übrigen Westfalen und im südlichen Niedersachsen beliefert werden. Die Verwaltung der Firma, die gleichzeitig als Zentralverwaltung für die Unternehmensgruppe fungiert, befindet sich ebenfalls in Brakel.
2009 wurden Überlegungen des Unternehmens bekannt, die Produktion in Brakel aufzugeben sowie die Filialen zu verpachten. Hiervon wären insgesamt rund 900 Mitarbeiter betroffen, und zwar 200 Arbeitnehmer am Produktionsstandort und 700 Arbeitnehmer in den vom geplanten Verpachtungssystem betroffenen Filialen. Die Pläne stießen auf den Widerstand der Gewerkschaft NGG. Anfang 2011 kündigte die Unternehmensleitung an, dass sie das Personal der Brakeler Niederlassung von insgesamt 900 auf 700 Beschäftigte reduzieren sowie 46 von 112 Filialen schließen werde. Mit dem „Stellenabbau bei der Backstube Siebrecht“ setzte sich unter anderem im Frühjahr 2011 auch die Jugendorganisation (Juso AG Brakel) des SPD Stadtverbands Brakel auseinander.
Inzwischen ist der Standort Brakel abgewickelt und existiert nicht mehr.

### Niederlassung in Erfurt
Die zentrale Produktionsstätte mit rund 4500 Quadratmetern Nutzfläche und die Verwaltung der Siebrecht GmbH befanden sich in einem Gebäude der ehemaligen Konsum-Bäckerei im thüringischen Erfurt. Versorgt wurden insgesamt 100 Filialen der Backstube Siebrecht, die sich in ganz Thüringen befanden, sowie in den Zentren Leipzig, Chemnitz und Dresden im Freistaat Sachsen, in Halle in Sachsen-Anhalt und im südlichen Sachsen-Anhalt. Nach der Insolvenz der Siebrecht-Gruppe übernahm 2014 die Bumüller-Gruppe aus Hechingen (Baden-Württemberg) die Geschäfte. Inzwischen sind die Geschäfte in die Sternenbäck Marke überführt worden.

### Niederlassung in Achim

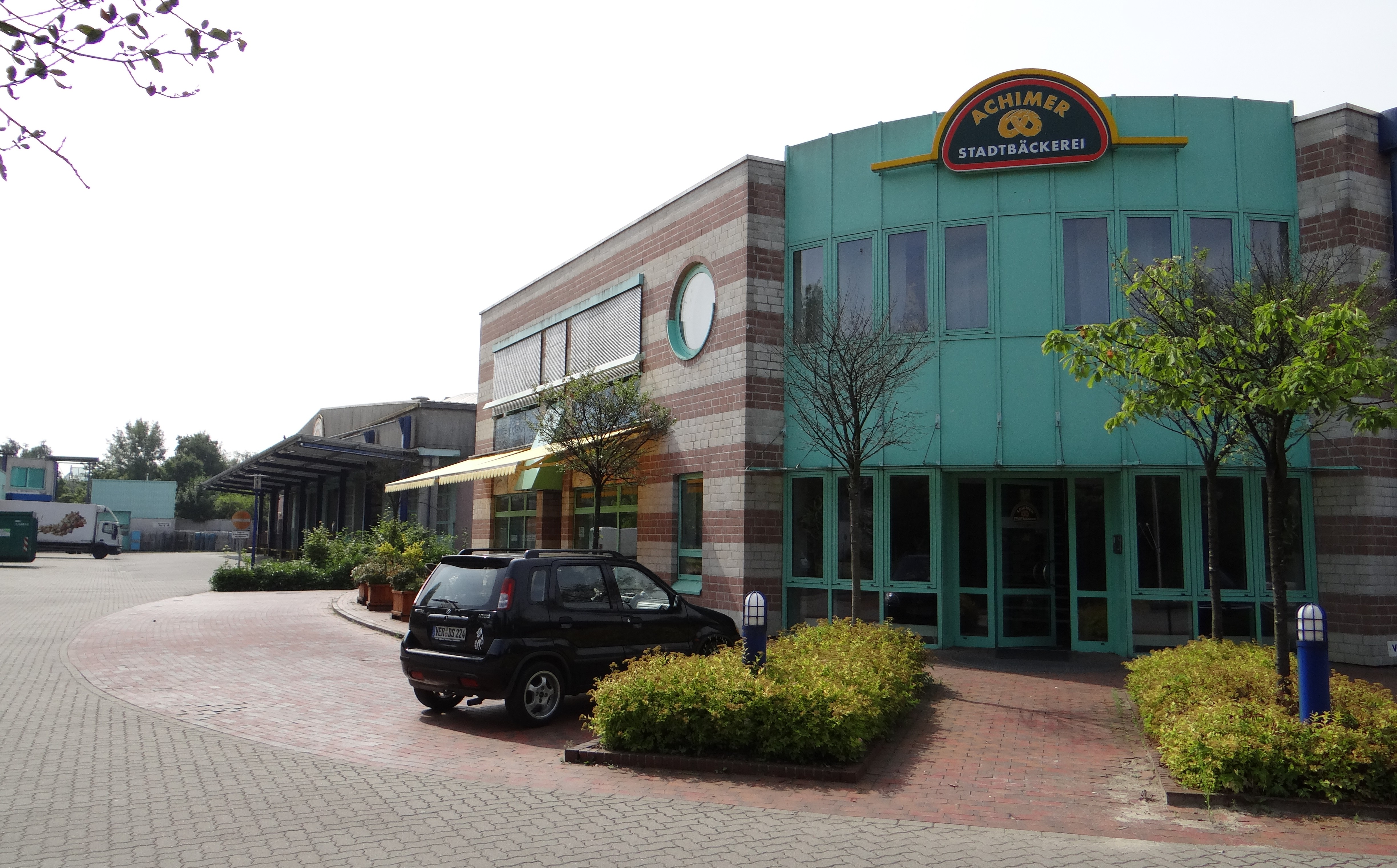
Produktion und Verkaufsstelle in Achim-Uesen

#### Achimer Stadtbäckerei
Die zentrale Produktionsstätte mit rund 8.000 Quadratmetern Nutzfläche und die Verwaltung der Achimer Stadtbäckerei befinden sich in einem Gewerbegebiet im niedersächsischen Achim, nahe beim Autobahnkreuz Bremen (Lage). Geschäftsführer ist in Personalunion ebenfalls Karsten Jarick. Unter dem Markennamen „Garde – der gute Bäcker“ werden in den Stadtstaaten Bremen und Hamburg sowie im jeweiligen Umland insgesamt 70 Filialen betrieben. Garde war eine alte Bäckerei und spätere Bäckereikette in Bremen, deren Ursprünge bis ins 18. Jahrhundert zurückgehen. Das Unternehmen gehörte seit Mitte der 1990er-Jahre zu der Bäckereikette Achimer Stadtbäckerei, die ihrerseits im Jahr 2000 von der Unternehmensgruppe Siebrecht übernommen wurde. 2008 hatte die Achimer Stadtbäckerei GmbH & Co. insgesamt 587 Mitarbeiter, die einen Jahresumsatz von rund 19,055 Millionen Euro erwirtschafteten. Nach der Insolvenz der Siebrecht-Gruppe übernahmen Karsten und Ricarda Jarick die Achimer Stadtbäckerei inklusive ihrer Marke Bäckerei Garde, die im Juni 2015 nun 45 Filialen und 450 Mitarbeiter hatte.

#### Bäckerei Garde in Bremen
Grundstock der Bäckerei Garde war eine Weißbäckerei, die 1797 in der Pelzer Straße 31 in der Bremer Altstadt von Joachim Engelke von Holtz gegründet worden war und 1903 vom Bäckermeister Adolf Garde übernommen wurde. Garde betrieb damals schon eine eigene Weißbäckerei in der damaligen Talstraße in Bremen. Nach der Übernahme strukturierte er seinen Betrieb um und erweiterte sein Geschäft. 1936 wurden vom vergrößerten Stammbetrieb in der Pelzer Straße bereits mehrere Filialen versorgt, die sich unter anderem in der Faulenstraße im Stephaniviertel und in der Ellhornstraße in der Bahnhofsvorstadt befanden.
Während des Zweiten Weltkriegs siedelte das Hauptgeschäft 1940 in die in der Altstadt gelegene Sögestraße um. Infolge von Zerstörungen durch die Bombenangriffe musste die Backwarenproduktion in den 1940er-Jahren nach Huchting und in die Hildesheimer Straße (Östliche Vorstadt) verlagert werden. Nach dem Krieg konnte der Betrieb im Jahr 1947 in der Pelzerstraße wieder aufgenommen werden. Später zog das Unternehmen in die Bürgermeister-Smidt-Straße 27-29 (Ortsteil Bahnhofsvorstadt) um und erweiterte das Filialnetz.
Neben seiner unternehmerischen Tätigkeit nahm Adolf Garde aktiv am Bremer Gesellschaftsleben teil. Seine spätere Frau Ute lernte er im Bremer Varieté Astoria kennen. Er engagierte sich „als Liedervater“ in dem 1892 gegründeten Bremer Bäckermeister-Gesangverein Früh-Auf und spielte bei dessen Wiederbelebung 1946 eine zentrale Rolle.
1995 erfolgte eine Übernahme des mittlerweile in der Rechtsform einer GmbH firmierenden und unter dem Firmennamen Garde „Der gute Bäcker“ GmbH geführten Unternehmens durch die Achimer Stadtbäckerei aus Achim bei Bremen, die inzwischen in allen ihren Filialen unter dem in Bremen altbekannten Markennamen „Garde – der gute Bäcker“ auftritt.